# Pseudopodo
Lo pseudopodo o pseudopodio è l'estroflessione mobile di citoplasma osservabile in alcuni organismi unicellulari (amebe, sporozoi, plasmodi, ecc.) e in cellule isolate di organismi pluricellulari. 
Gli pseudopodi cellulari sono estroflessioni della membrana plasmatica, e sono tipici delle cellule fagocitiche (come macrofagi e cellule dendritiche) in quanto il loro scopo è quello di circondare e inglobare le "prede" della cellula, impacchettandole all'interno di un vacuolo: possiamo osservare un esempio di questo processo quando un'ameba ingloba una particella di cibo. Alla base degli pseudopodi troviamo l'actina (ciò vale anche per molte altre estroflessioni cellulari, tra cui i microvilli).
Grazie alla comparsa di diversi pseudopodi, la cellula stessa può cambiare forma, permettendo il movimento e il processo di fagocitosi.
Gli pseudopodi sono chiamati filipodi quando hanno una forma filiforme.